# Thlaspi epirotum
Thlaspi epirotum är en korsblommig växtart som beskrevs av Eugen von Halácsy. Thlaspi epirotum ingår i släktet skärvfrön, och familjen korsblommiga växter. Inga underarter finns listade i Catalogue of Life.